# Felix Puma
Lwipa Felix Puma (* 9. September 1968) ist promovierter Arzt und Politiker in Sambia.
Felix Puma konnte in den Wahlen in Sambia 2006 für die Movement for Multi-Party Democracy das Mandat des Wahlkreises Lufwanyama in der Nationalversammlung erringen. Er wurde im Oktober 2006 zum Stellvertretenden Minister für Gesundheit ernannt und war später Finanzminister.